# Diócesis de Jaca
La diócesis de Jaca (en latín: Dioecesis Iacensis) es una circunscripción eclesiástica de la Iglesia católica en España. Se trata de una diócesis latina, sufragánea de la archidiócesis de Pamplona y Tudela. Desde el 23 de diciembre de 2023 se encuentra en sede vacante, siendo su administrador apostólico el arzobispo Vicente Jiménez Zamora.

## Territorio y organización

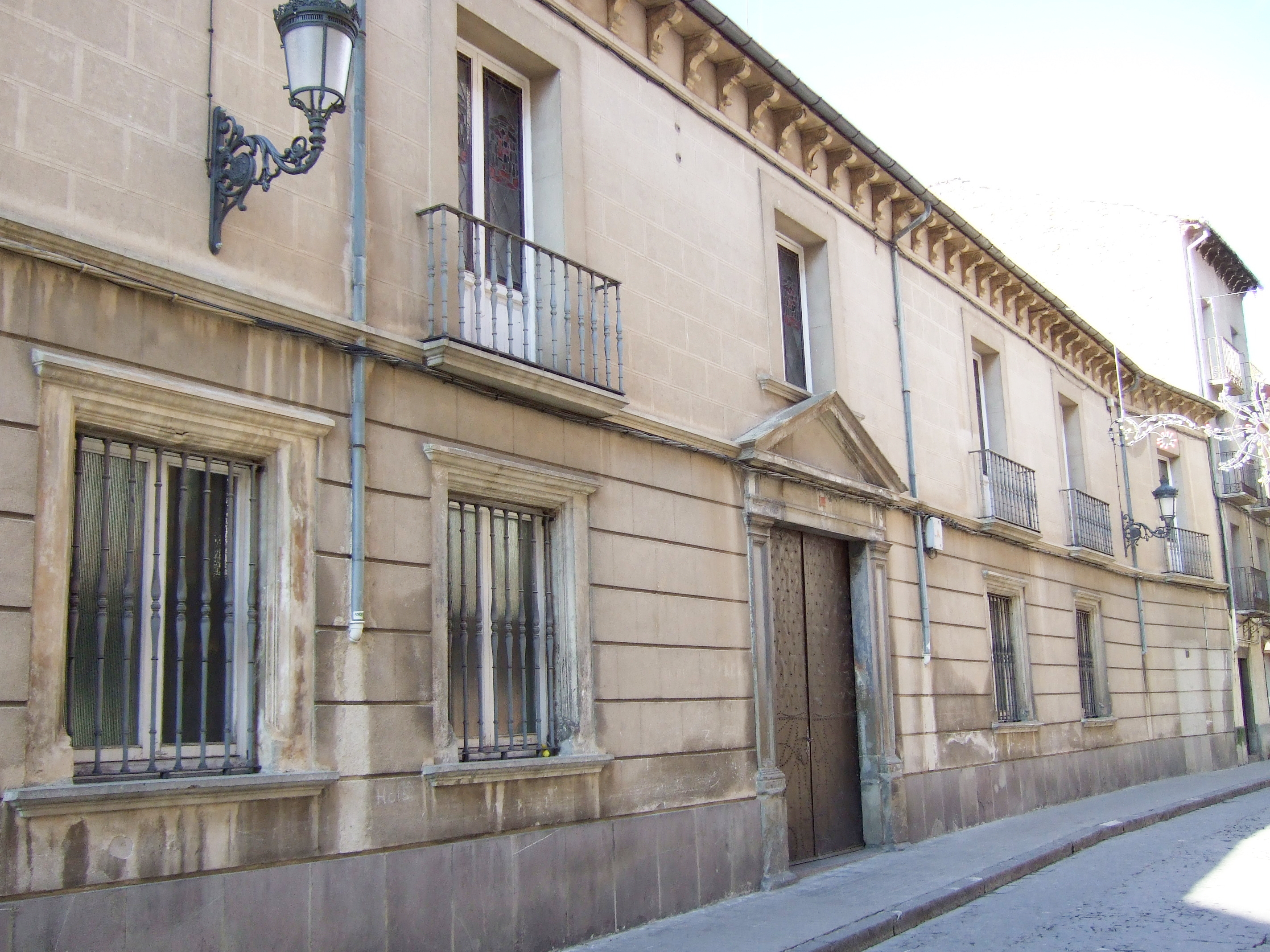
Palacio episcopal, en Jaca

La diócesis tiene 5896 km² y extiende su jurisdicción sobre los fieles católicos de rito latino residentes en la comunidad autónoma de Aragón en parte de las provincias de Huesca y Zaragoza, además de la villa de Petilla de Aragón que pertenece a Navarra. El territorio es eminentemente rural: sólo dos núcleos, Jaca y Sabiñánigo, cuentan con más de 5000 habitantes y acogen a más de la mitad de toda la población diocesana. La parte restante se encuentra dispersa en 201 zonas habitadas.

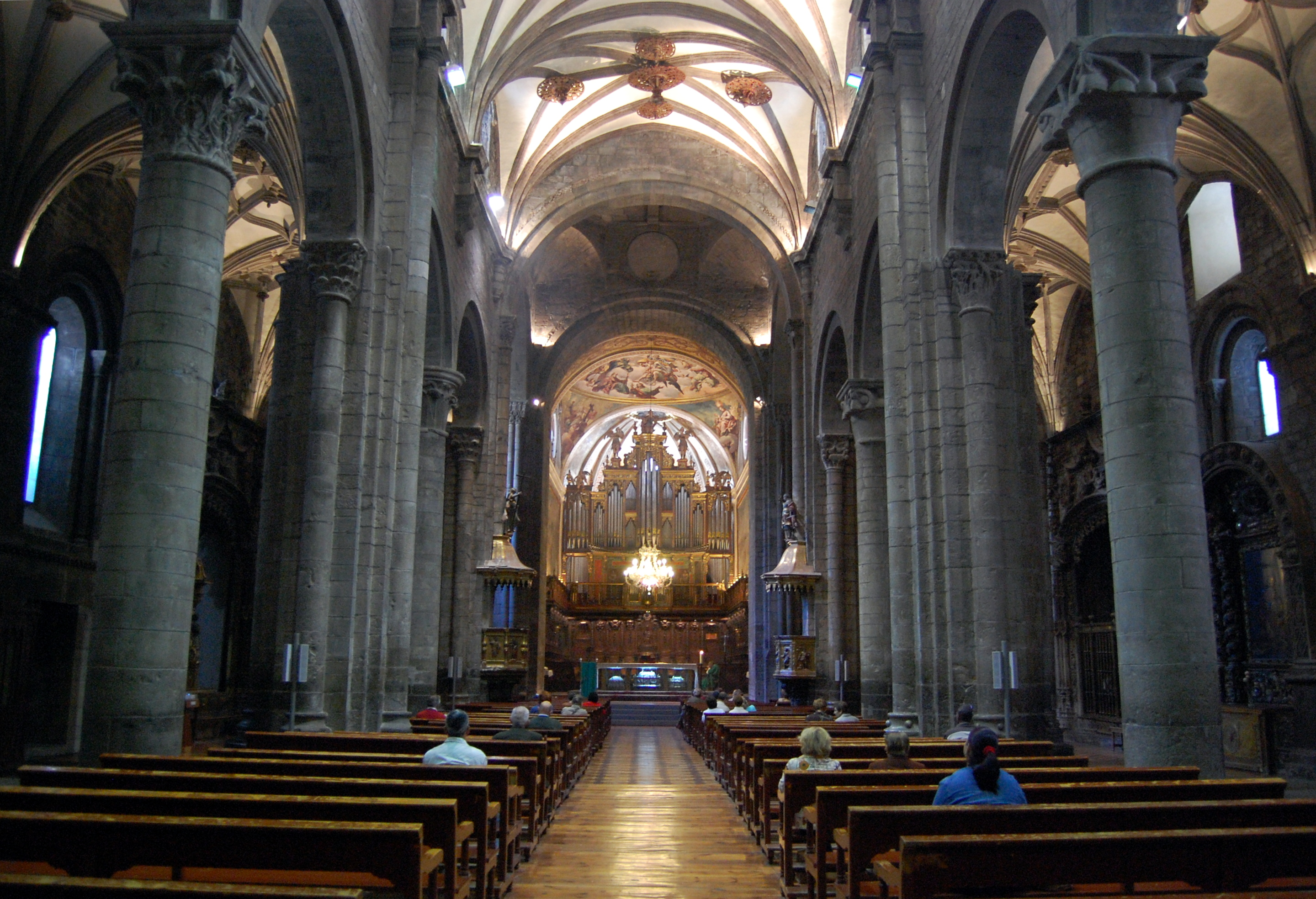
Nave central de la Catedral

La sede de la diócesis se encuentra en la ciudad de Jaca, en donde se halla la Catedral de San Pedro. En la iglesia parroquial de Castiliscar un sarcófago paleocristiano sirve de altar mayor. Los restos romanos fueron reaprovechados en la fábrica de la ermita de San Pedro de Artieda.

División administrativa de la diócesis de Jaca
Arciprestazgo de Jaca-Berdún
Arciprestazgo de Biescas
Arciprestazgo de Erla-Uncastillo
Arciprestazgo de Sabiñánigo

Diócesis de Jaca

En 2021 en la diócesis existían 181 parroquias agrupadas en 4 arciprestazgos: Biescas, Erla-Uncastillo, Sabiñánigo, Jaca-Berdún.

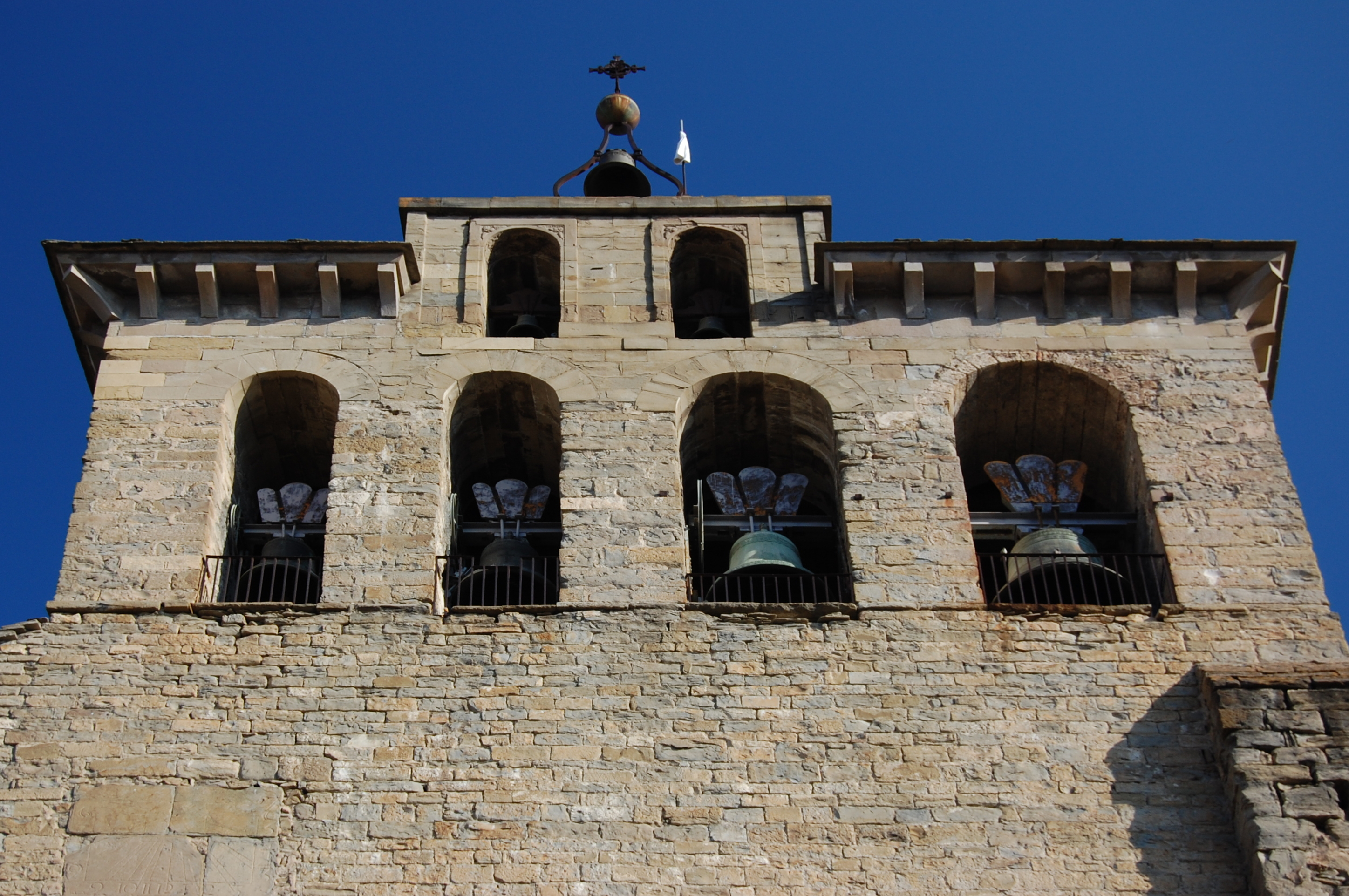
Campanal de la catedral

El Museo Diocesano de Jaca fue inaugurado en 1970 bajo el episcopado de Ángel Hidalgo Ibáñez. El arte sacro medieval fue el tema que se quiso mostrar con un doble sentido: en primer lugar ser testimonio de la importancia de la diócesis, y en segundo convertirse en un centro de cultura. En 2003, para cumplir con la aplicación del Plan Director de la Catedral, se cerró el Museo para elaborar un nuevo proyecto y adaptarlo al siglo XXI. Su reapertura tuvo lugar con la presencia de los príncipes de Asturias en febrero de 2010 coincidiendo con el Año Santo Compostelano.

## Historia
Eclesiásticamente, la ciudad de Jaca pertenecía a la diócesis de Huesca, pero cuando los musulmanes tomaron Huesca en 713, el obispo huyó y la diócesis fue regida por obispos itinerantes, denominados aragonensis episcopus o de suborensis. En el siglo X los territorios de la actual diócesis pertenecían al Reino de Navarra. En 922 Galindo, obispo de Pamplona, considerando demasiado grande su diócesis, consagró tres nuevos obispos para el Condado de Aragón, entre ellos Ferriolo, que recibió el título de obispo de Sásabe (o Sásave), por el monasterio de San Adrián de Sásave del Valle de Lubierre que pasó a ser obispado y sede del primer obispo de Aragón mencionado en crónicas de principios del siglo X.
A Ferriolo le sucedieron Mancio (1011-1036) García (1036-1057), Sancho (1058-1075) y finalmente el infante García Ramírez durante el 1076 y 1077, siendo en 1076 cuando se estableció la sede episcopal en Jaca. Durante este tiempo, también fueron lugar de residencia de los obispos de Aragón tanto el monasterio de San Juan de la Peña como el monasterio de San Pedro de Siresa.
En 1077 el rey Sancho Ramírez de Aragón elevó la villa de Jaca a ciudad, convirtiéndola en la primera capital de Aragón y estableciendo allí la sede episcopal, sufragánea de la archidiócesis de Tarragona. El primer obispo fue García Ramírez, hermano del rey, al que siguió el obispo Pedro.
De hecho, el 19 de noviembre de 1096 Huesca fue reconquistada por el rey Pedro I de Aragón (1094-1104), quien la convirtió en la nueva capital del reino. En octubre de 1097 el obispo Pedro de Jaca trasladó la sede de la diócesis aragonesa a Huesca, decisión confirmada el 11 de mayo de 1098 por el papa Urbano II. Sin embargo, la sede de Jaca no fue suprimida del todo, ya que conservó su catedral y cabildo de canónigos. A partir de este momento la diócesis pasó a tener el doble nombre de diócesis de Huesca y Jaca.
A petición del rey Felipe II de España, para evitar así que la mentalidad de las tierras de herehes colindantes se extendiera, la separación de las dos diócesis fue sancionada por la bula Cum ad hoc del papa Pío V del 18 de junio de 1571, que entró en vigor el 8 de marzo de 1573, dando lugar así a la actual diócesis, sufragánea de la archidiócesis de Zaragoza, y a la diócesis de Huesca.
El territorio asignado a la nueva diócesis permaneció inalterado hasta 1785, cuando, mediante bula del papa Pío VI, se anexionó el arciprestazgo de la Valdonsella perteneciente a la diócesis de Pamplona y que había sido disputado entre ambas diócesis desde la Edad Media. 
Entre los días 23 y 25 de agosto de 1899 se celebró Sínodo Diocesano con la presencia de más de ciento sesenta sacerdotes de la diócesis.
En 1903 la parroquia de Pradilla se agregó, con el arciprestazgo de la Valdonsella, a la archidiócesis de Zaragoza.
A raíz del concordato de 1953 que establecía que los límites de las diócesis coincidían con los de las provincias civiles, se revisaron los límites con las diócesis vecinas: por el decreto Initis inter de 2 de septiembre de 1955, fueron incorporadas a la diócesis de Jaca las parroquias de La Corvilla, Luna, Valpalmas, Erla (pertenecientes a la archidiócesis de Zaragoza), Broto, Buesa, Sarvisé, Asín de Broto, Bujaruelo, Torla, Viu, Linás de Broto, Fragén, Oto, San Felices, Fuencalderas y Marracos (pertenecientes a la diócesis de Huesca). Así mismo, la parroquia de Erés se anexionó a la diócesis de Huesca.
El 11 de agosto de 1956 el papa Pío XII promulgó la bula por la cual la diócesis de Pamplona fue elevada al rango de archidiócesis metropolitana, quedando la diócesis de Jaca como sufragánea suya.

División eclesiástica actual de la provincia de Huesca

Desde el 23 de octubre de 2003 se encuentra unida in persona episcopi a la diócesis de Huesca, aunque las respectivas provincias eclesiásticas siguen siendo distintas.
Como en la práctica venían funcionando unidos desde hacía varias décadas, en 2008 el obispo Jesús Sanz Montes firmó un decreto por el que se fusionaron los arciprestazgos de Berdún y Jaca, por un lado, y los de Erla y Uncastillo, por otro, pasando a denominarse arciprestazgo de Jaca-Berdún y arciprestazgo de Erla-Uncastillo, respectivamente. Desde entonces la diócesis está dividida en cuatro arciprestazgos.
El 30 de marzo de 2008, en una solemne misa en la iglesia parroquial de Sallent de Gallego, el obispo de la diócesis, Jesús Sanz Montes, consagró a la Divina Misericordia la diócesis de Jaca y la parroquia de la Asunción en Sallent, siendo la primera de toda la diócesis en serlo, así mismo a todo el pueblo sallentino y fieles diocesanos.

## Estadísticas
Según el Anuario Pontificio 2022 la diócesis tenía a fines de 2021 un total de 49 500 fieles bautizados.
| Año                                                                             | Población            | Población | Población      | Sacerdotes | Sacerdotes    | Sacerdotes    | Bautizados por sacerdote | Diáconos permanentes | Religiosos | Religiosos | Parroquias |
| Año                                                                             | Bautizados católicos | Total     | % de católicos | Total      | Clero secular | Clero regular | Bautizados por sacerdote | Diáconos permanentes | Varones    | Mujeres    | Parroquias |
| ------------------------------------------------------------------------------- | -------------------- | --------- | -------------- | ---------- | ------------- | ------------- | ------------------------ | -------------------- | ---------- | ---------- | ---------- |
| 1950                                                                            | 63 580               | 63 589    | 100.0          | 122        | 94            | 28            | 521                      |                      | 28         | 48         | 154        |
| 1970                                                                            | 49 606               | 49 639    | 99.9           | 143        | 115           | 28            | 346                      |                      | 35         | 103        | 178        |
| 1980                                                                            | 41 400               | 41 500    | 99.8           | 111        | 96            | 15            | 372                      |                      | 21         | 81         | 178        |
| 1990                                                                            | 41 600               | 41 700    | 99.8           | 80         | 69            | 11            | 520                      | 2                    | 17         | 83         | 178        |
| 1999                                                                            | 42 111               | 42 252    | 99.7           | 78         | 62            | 16            | 539                      | 2                    | 23         | 70         | 209        |
| 2000                                                                            | 44 850               | 45 000    | 99.7           | 66         | 57            | 9             | 679                      | 2                    | 14         | 70         | 217        |
| 2001                                                                            | 45 642               | 45 780    | 99.7           | 66         | 57            | 9             | 691                      | 2                    | 14         | 71         | 217        |
| 2002                                                                            | 46 442               | 46 780    | 99.3           | 69         | 60            | 9             | 673                      | 2                    | 14         | 69         | 217        |
| 2003                                                                            | 46 442               | 46 780    | 99.3           | 67         | 58            | 9             | 693                      | 2                    | 15         | 69         | 217        |
| 2004                                                                            | 46 442               | 46 780    | 99.3           | 69         | 60            | 9             | 673                      | 2                    | 15         | 71         | 230        |
| 2006                                                                            | 46 400               | 46 800    | 99.1           | 65         | 56            | 9             | 713                      | 2                    | 13         | 70         | 230        |
| 2013                                                                            | 49 250               | 50 200    | 98.1           | 55         | 46            | 9             | 895                      |                      | 9          | 44         | 181        |
| 2016                                                                            | 49 200               | 49 900    | 98.6           | 55         | 45            | 10            | 894                      |                      | 10         | 37         | 181        |
| 2019                                                                            | 48 900               | 49 600    | 98.6           | 47         | 40            | 7             | 1040                     |                      | 8          | 32         | 181        |
| 2021                                                                            | 49 500               | 50 220    | 98.6           | 44         | 38            | 6             | 1125                     |                      | 6          | 25         | 181        |
| Fuente: Catholic-Hierarchy, que a su vez toma los datos del Anuario Pontificio. |                      |           |                |            |               |               |                          |                      |            |            |            |

- Existen 113 ermitas repartidas por todo el territorio. A cada una se va de romería, por lo menos una vez al año.[6]
- La diócesis cuenta con diecisiete romerías en las que participan numerosos pueblos. Aparte hay que añadir las propias de cada pueblo.
- Hay 56 cofradías y 11 hermandades.[7]

Según cifras oficiales, en el curso 2017-2018 se formó un seminarista en el Seminario Mayor.

## Episcopologio
El obispo de Jaca ostenta el título de moderador eclesiástico de la Hermandad de San Juan de la Peña. Desde el 2 de enero de 2024 su administrador apostólico sede vacante es el arzobispo Vicente Jiménez Zamora.

## La Virgen María y los Santos y Beatos
La veneración a la Virgen María es un hecho eclesial revelante y universal. En esta Diócesis destaca la celebración de numerosas fiestas en honor a la Virgen en numerosas advocaciones; la celebración del sábado como día mariano; gozos, tríduos, septenerios y novenas en honor a la Virgen; y el mes de María (mayo).
La diócesis de Jaca, como en general las situadas en territorio de montaña, no ha sido nunca tierra generatriz de santos, pero considera a algunos como propios al condicionar la vida espiritual durante los siglos y los restos de muchos de ellos reposan en la diócesis. Algunos santos de particular devoción son: santa Orosia (patrona de la diócesis), santa Elena, san Úrbez, san Indalecio, entre algunos.
La diócesis cuenta con un amplio grupo de personas que en su día fueron declarados venerables, pero que a pesar de la corana de virtudes que les acompañaron en vida y tras la muerte, el proceso no pasó nunca de dicho paso. Se ignora si hubo alguna interrupción canónica de los mismos. Pudo ser que algunos procesos no se llevasen con la debida diligencia y la suficiente tenacidad, quedando así sin más archivados para siempre. Un ejemplo de estos casos es el del venerable fray Pablo Aznar y Lapuente (Hoz de Jaca, 25 de enero de 1579-Montjuich, agosto de 1634)
En las diversas parroquias de la Diócesis, se pueden encontrar numerosas reliquias de diferentes santos: santa Elena, santa Quiteria, santa Lucía...; y numerosas imágenes sagradas y cuadros de santos.
En la diócesis nacieron los siguientes santos y beatos:
- Beato Francisco Bandrés Sánchez, mártir (1896-1936): beatificado el 11 de marzo de 2003, su memoria se celebra el 22 de septiembre.
- Beato Federico López López, Alfonso, O.F.M. Conv., mártir (1878-1936): beatificado el 11 de marzo de 2003, su memoria se celebra el 22 de septiembre.
- Beata Melchora Adoración Cortés Bueno, F.d. C., virgen y mártir (1894-1936): beatificada el 13 de octubre de 2013, su memoria se celebra el 6 de noviembre.